# Мусей

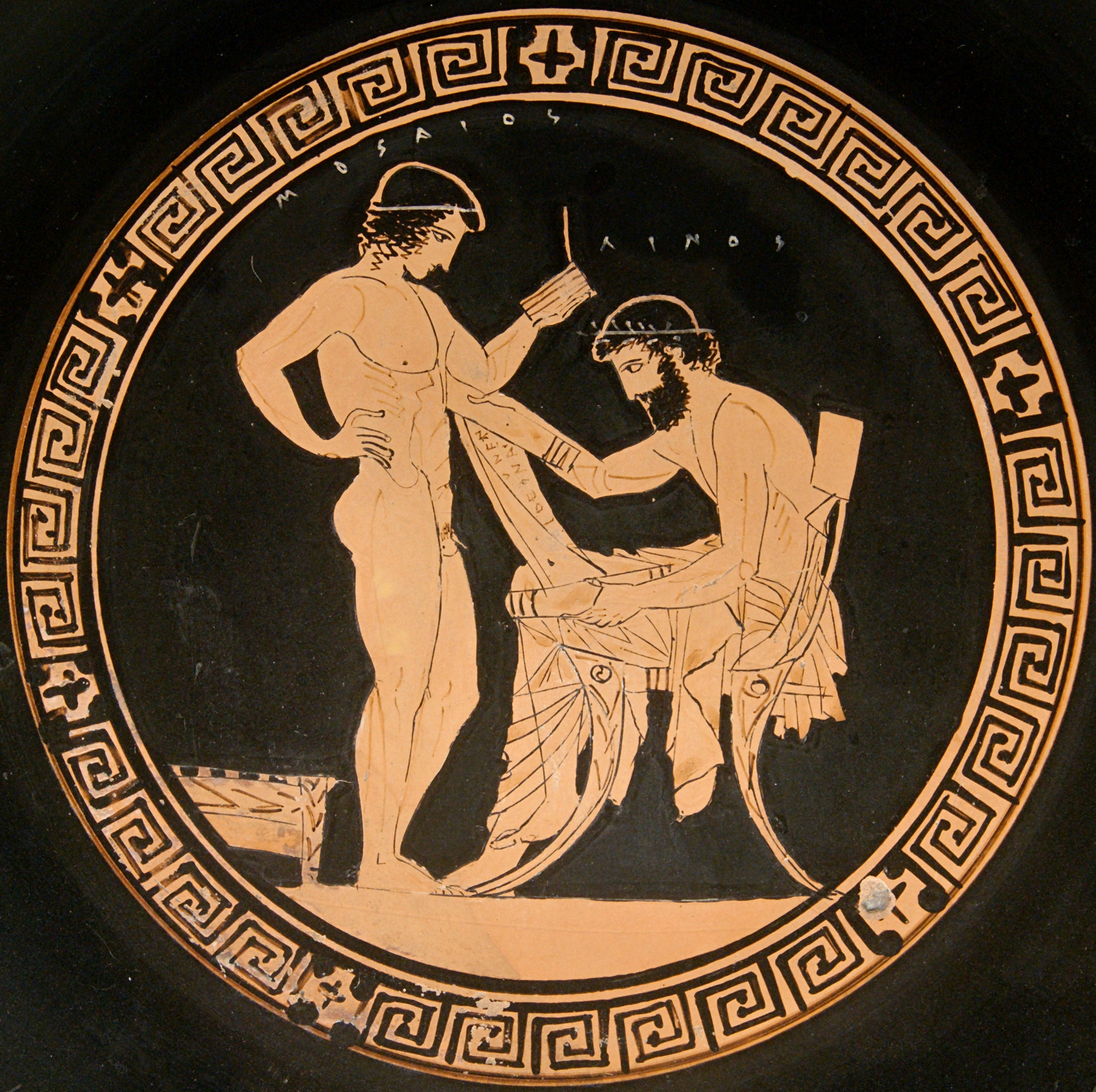
Лін (праворуч) та Мусей (ліворуч) у палестрі. Тондо червонофігурного килика. Вазописець Еретрії. Бл. 440-435 до н. е.

Мусей (дав.-гр. Μουσαῖος дав.-гр. Μουσαῖος) — в давньогрецькій міфології співак, поет і герой, який шанувався афінянами.
З родоводів видно, що спочатку це елевсинський герой, потім пов'язувався з Афінами. Або син Євмолпа. Згідно з істориком Філохором, син Євмолпа і Селени  . Відповідно до історика Андрона, батько Евмолпа третього, син Антифема, сина Евмолпа, сина Керіка, сина Евмолпа старшого. Або син Антіофема (Антифема), сина Екфанта, сина Керкіона, і Селени. Або син Метіона і Стеропи, винайшов алфавіт. Або син Ліна, або син Фамірида, онук Філаммона. Або учень Орфея, син Євмолпа (Лексикон Суди). Або син Орфея, присвятив Геракла в Елевсінські містерії. Його дружину звали Антіопа або Деіопея (різні читання тексту Гермесіанакта).
На думку Павсанія, від нього не збереглося нічого безперечного, крім гімну до Деметри у Лікомідів. За твердженням Демокріта, винайшов гексаметр. Згідно з Ономакрітом, міг літати, отримавши дар від Борея.
Похований на пагорбі Мусейон. Написав, що орел кладе трьох пташенят, висиджує двох, живить одного.
За Діогеном Лаертським, помер і похований у Фалері  .
Є версія, що перед битвою з гігантами на Криті Мусей перейшов від гігантів на бік богів, за що удостоївся почестей.
Вважався автором поеми «Евмолпія», поеми «Титаномахія», поеми про Триптолем.
За Діогеном Лаертському, Мусей «перший, за переказами, вчив про походження богів і перший побудував кулю; він вчив, що все на світі народжується з Єдиного і дозволяється в Єдиному» (Про життя, вчення і вислови знаменитих філософів).
До нього звертався Орфей у своєму гімні.